# Király Andor
Király Andor, született Kirschner Andor (Hatvan, 1876. augusztus 5. – Budapest, Józsefváros, 1956. július 1.) elektro- és gépészmérnök, az 1908-ban létrehozott Kistarcsai Gép- és Vasútfelszerelési Gyár Részvénytársaság igazgatója volt.

## Élete
1876. augusztus 5-én született a Hatvanban, megkeresztelése felvidéki Hanva községben történt. Nevét 22 évesen, 1898-ban – családjával együtt édesapja – változtatta meg Kirschnerről Királyra. Szülei Kirschner (Király) Miksa és Berger Katalin voltak. Testvérei: Sándor (1875) és Ödön (1878). A Kirschner (ekkor már Király) szülők 1900-ban fogadták örökbe Király Olgát (1887).
1900-ban, későbbi felesége eljegyzésekor már a Ganz-gyár mérnökeként dolgozott. 1906 áprilisában a Budapestről Szófiába szállított gőzmotorkocsik, gyár kiküldött mérnöke volt. Ugyanaz év októberében készült el a MÁV miskolci üzletvezetősége, a miskolci járás főszolgabírói hivatala, a polgármesteri hivatal, Diósgyőr község elöljárósága, a diósgyőri Vasgyár igazgatósága és a miskolc-diósgyőri helyiérdekű vasút igazgatósága összefogásával a Miskolcot a Diósgyőr-Vasgyárral – nagy előrelátással párhuzamos – gőzvontatású és villamosított pálya. A budapesti Ganz-gyár által készített három gőzmotor munkálatait Király Andor irányította.
Nagyjából az 1910-es évek elejére tehető a kistarcsai Gép- és Vasútfelszerelési Gyár Rt.-nél igazgatói munkájának kezdete, mivel a település történetének első – 1912. január 15-én kitört – bérmozgalmi munkásmegmozdulása idején már a gyár igazgatója volt. Vezérigazgatóvá 1919-ben nevezték ki.

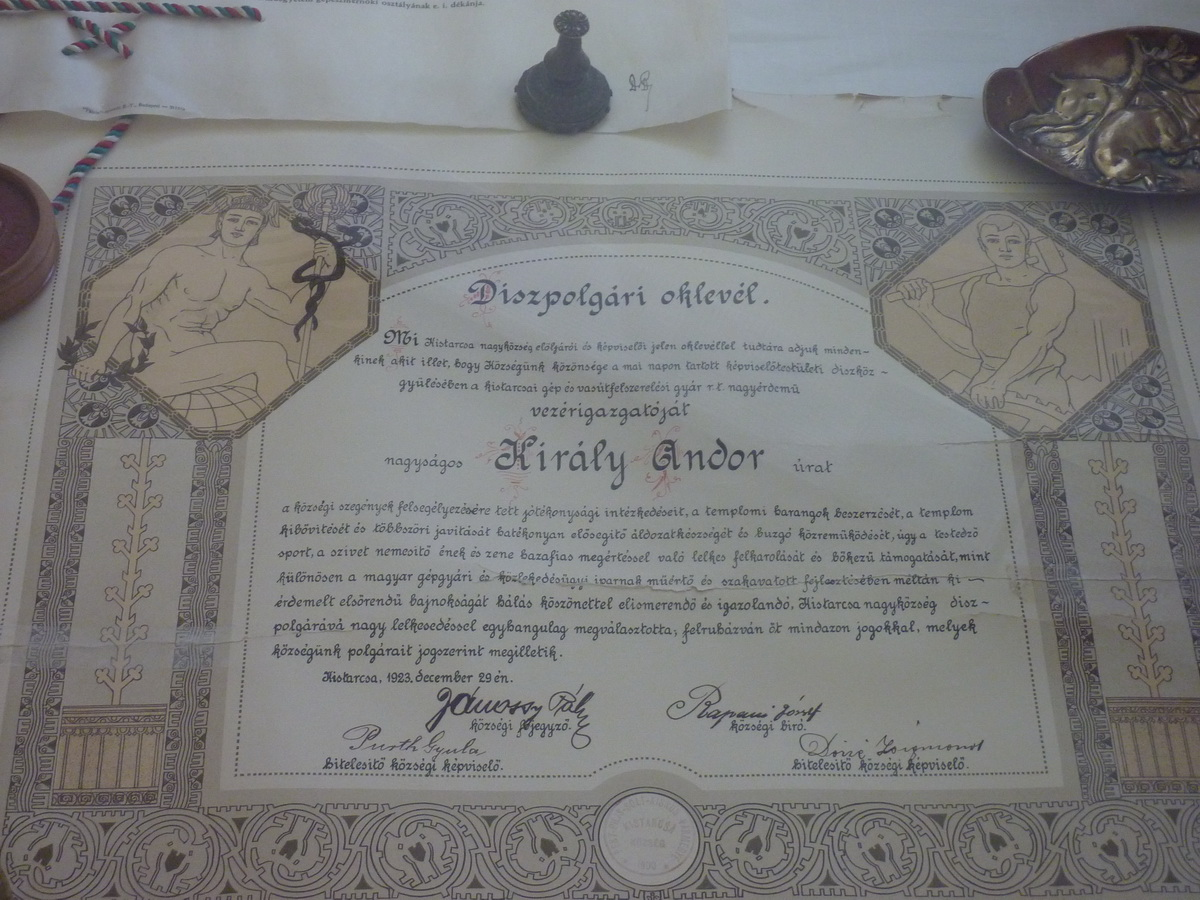
Király Andor díszpolgári oklevele - kelt Kistarcsán 1923. december 29-én.

Aktívan hozzájárult Kistarcsa fejlesztéséhez, a helyi református egyházközösség lelkes támogatója volt. 1918. június 2-án Kistarcsa és Kerepes református lakossága közgyűlésen szavazta meg az új, helyi fiókegyház létrehozását. Ennek Király Andor vált főgondnokává. 1918 októberében II. osztályú Polgári Hadi Érdemkereszttel tüntették ki.
1920-ban a Független Kisgazdapárt színeiben indult képviselőjelöltként a cinkotai választókörzetben.
Kistarcsa közvilágításának megszervezésében is közreműködött. A Községeket és Mezőgazdaságot Villamosító Rt. 1921-ben kereste meg Kistarcsa vezetését a község villamosítása ügyében, majd ezt követően, az 1922-ben megalakult Villanyvilágítási Bizottság tagja lett. A Bizottság munkájának köszönhetően 1927-ben 40-re emelkedett a világítótestek száma.
1923. december 29-én Kistarcsa képviselőtanácsa díszpolgári címmel tüntette ki a község érdekében végzett szolgálatai elismeréseként.

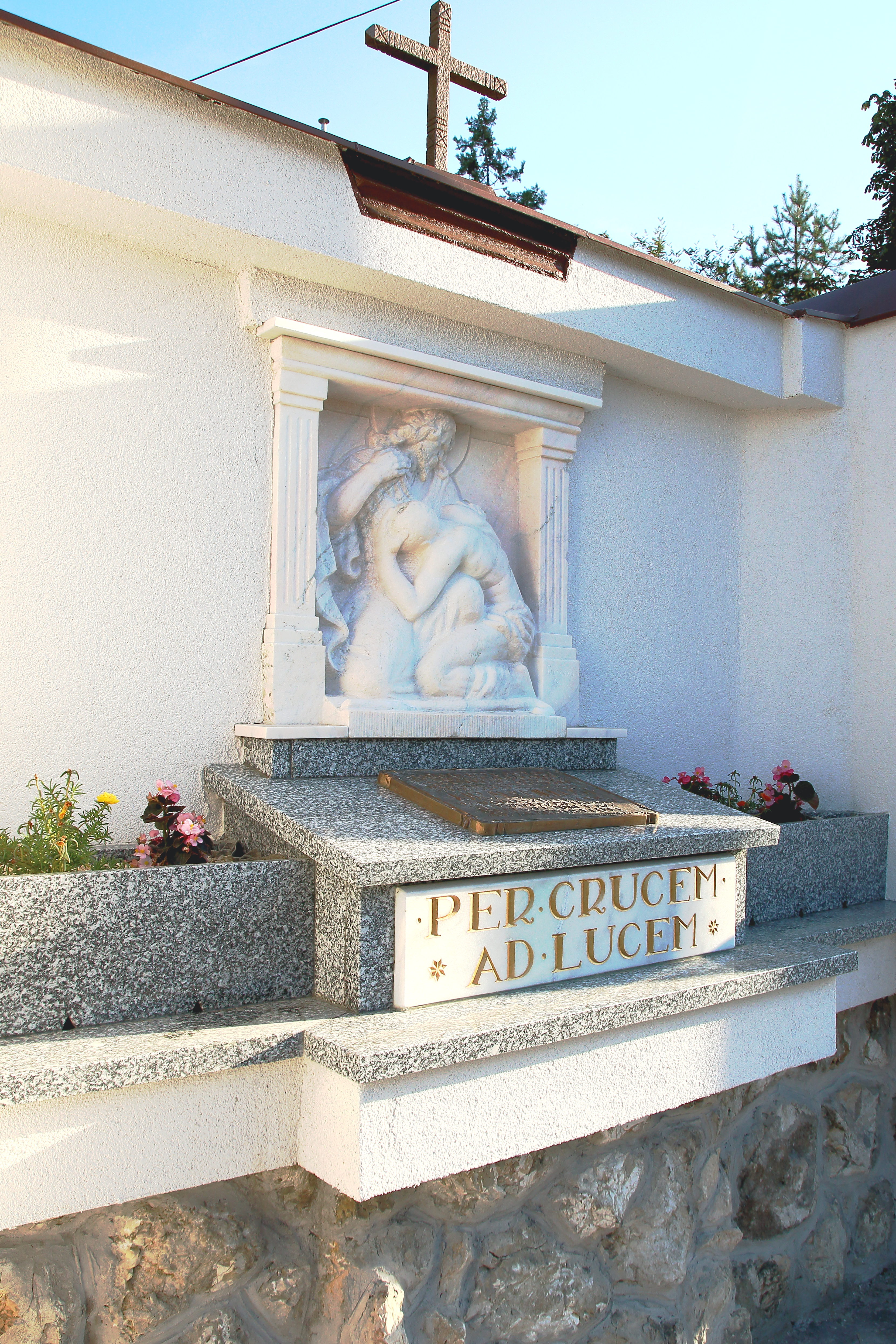
Király Andor fia, Király Miklós 1926-ban szenvedett halálos motorbalesetet Mátyásföldön. Ennek állíttattak emlékművet (2019-ben teljesen felújították)

1925. július 11-én vásárolta meg Budapesten, a VIII. kerület Vas utca 5. szám alatt található lakását, melynek tulajdonosa felesége, Hermann Aranka volt. 1902-ben, Pécelen kötöttek házasságot, ahol egy nyári házat építtetett és tartottak fönn (a Baross utcai, hajdan klinkertéglával díszített épület utcai homlokzatát később három kis üzletre szabták). Májusban költöztek ki Pécelre, október elején pedig vissza, Budapestre. Jómódban éltek.
Két fiuk született: Andor és Miklós, motorversenyzők, vezetésükkel indult meg 1926 tavaszán a Nova motorkerékpárok gyártása. Ifj. Király Andor 1931-ben végzett a királyi József Műegyetemen gépészmérnökként, már gyermekkorától fogva a gyárban élt, 10 éves korában autót vezetett, később pedig apja helyettese is volt a gyárban. Király Miklós joghallgató 21 évesen, 1926 júniusában hunyt el egy motorbaleset következtében – Mátyásföldön a Veres Péter út 115. számnál (a Mátyásföld, repülőtér HÉV megállóval szemközti oldalon) emlékét egy Baranyi Károly által készített emlékmű őrzi, a történtek színhelyén. Szintén 1926-ban, miközben ő ült a volánnál, az akkor 14 éves, Éva nevű lányával autóbaleset érte épp ugyanott – a kislány ráadásul súlyosan megsérült –, majd pár nap múlva Király Sándornét, Király Andor sógornőjét is elgázolták a fővárosban, de mindketten szerencsésen felépültek.
A kistarcsai gépgyárral még 1926 végén felmondta szerződését, 1928-ban pedig igazgatósági tagságát is megszüntette.
Király Andor 1956. július 1-jén halt meg Budapesten tüdőgyulladás következtében. Földi maradványait Pécelen, a református temetőben található családi sírban helyezték el.

## Emlékezete
Király Andor születésének 145. évfordulója alkalmából a Kistarcsai Kulturális Egyesület online kiadványt jelentetett meg a Király család történetéről.